# Nephodia legata
Nephodia legata är en fjärilsart som beskrevs av Paul Dognin 1893. Nephodia legata ingår i släktet Nephodia och familjen mätare. Inga underarter finns listade i Catalogue of Life.